# Terangi Adam
Lyn Terangi Adam (* 8. August 1947) ist ein nauruanischer Politiker.

## Leben
Adam, der an der Lagune von Buada lebt, wurde bei den Parlamentswahlen 2000 für den Wahlkreis Buada in das Parlament von Nauru gewählt. Dies war ein beachtlicher Erfolg, da Adam damit den ehemaligen Präsidenten von Nauru, Ruben Kun, von seinem Parlamentssitz verdrängte. Im April 2004 war er amtierender Präsident des Parlaments von Nauru. Im Jahr 2007 verlor er seinen Sitz an Shadlog Bernicke. Er bemühte sich erneut um eine Wahl im April 2010, wurde aber nicht gewählt.